# Marti Fischer
Marti Tom Fischer (* 26. Juli 1990 in Salzgitter) ist ein deutscher Webvideoproduzent, Stimmenimitator, Regisseur, Musiker, Musikproduzent, Moderator und Komiker. Er ist vor allem für seine Videos auf seinem YouTube-Kanal Marti Fischer (ehemals theclavinover) bekannt. Gemeinsam mit Bodo Wartke erreichte Fischer 2024 durch den viralen TikTok-Hit und Zungenbrecher Barbaras Rhabarberbar weltweite Bekanntheit.

## YouTube
Auf seinem 2007 erstellten Kanal Marti Fischer (vorher: theclavinover) veröffentlichte Marti Fischer selbstproduzierte Vlogs und kurze Musikstücke. Nachdem er 2010 mit Stimmimitationen den Secret Talents Award gewann folgten die kurze Webvideo-Serie Wunschimitationen, bei der Fischer verschiedene bekannte Persönlichkeiten aus Film, Fernsehen sowie Politik imitierte. Im selben Jahr erstellte Fischer seinen zweiten Youtube-Kanal Endut! Hoch Hech! (vorher: Clavinovlog), auf dem er Outtakes, Improvisationen und ebenfalls Vlogs veröffentlichte.
Mit über neun Millionen Aufrufen ist die 2013 erschienene Parodie von Haftbefehls Rapsong Chabos wissen wer der Babo ist Fischers erfolgreichstes Video. Ebenfalls im Jahr 2013 begann Fischer die Videoreihe Ein Loop zwischendurch, bei der er mithilfe einer Loopmaschine Musikstücke unter Einsatz seiner Stimme und zahlreicher Musikinstrumente nachbaut und gleichzeitig neu interpretiert. Für dieses Format wurde er im gleichen Jahr für den Webvideopreis Deutschland in der Kategorie OMG nominiert. Einige Zeit lief auf seinem Hauptkanal die Video-Reihe Clavinover Comments, in der er YouTube-Kommentare beantwortete. In der 2014 gestarteten Serie Wie geht eigentlich Musik werden die Struktur und der Aufbau von Musikgenres wie zum Beispiel Jazz, Polka oder Neue Deutsche Welle bzw. der charakteristische Stil mancher Interpreten wie zum Beispiel Daft Punk, ABBA oder Modern Talking erklärt und persönlich vorgeführt. Für die siebte Ausgabe dieser Serie wurde Fischer mit dem Webvideopreis 2015 in der Kategorie Journalism ausgezeichnet.
Mit großem Medienecho produzierte Marti Fischer 2015 gemeinsam mit Marie Meimberg die satirische Parodie von Jan Böhmermanns Rapsong Ich hab Polizei mit dem Titel #WirHamInternet.
Fischer wirkte u. a. bei den Projekten Was Geht Ab!? und techscalibur von Mediakraft Networks als Moderator mit. Von 2016 bis 2018 war Fischer gemeinsam mit Marie Meimberg als Musiker und Moderator beim mehrfach Grimme-Preis nominierten funk-Format Bongo Boulevard aktiv.
Im Rahmen der zweiten Staffel Bongo Boulevard moderierte Fischer das Format „Wie klingt eigentlich …“, das konzeptionell an seine Reihe „Wie geht eigentlich Musik?“ angelehnt war. Darin produzierte er gemeinsam mit der Produktionsfirma einen Song mit Musikvideo, der den Musikstil des Gastes der dazugehörigen Folge vorstellte und erklärte.
Fischer wirkte als Darsteller in den beiden Musikvideos zu den Songs Autobahn, Treasure und Lo der Gruppe Fewjar mit und war zudem Komponist und Sänger beim Song Lo.
Auf SoundCloud veröffentlicht er seit 2018 in unregelmäßigen Abständen Folgen des Podcasts Lauwarmduscher, in denen er sich mit Steven Schuto von den Space Frogs über diverse Alltagsthemen unterhält. Anfang Mai 2020 gaben die beiden den Plattformwechsel für ihren Podcast zur Plattform FYEO (For Your Ears Only) bekannt.
Anfang 2023 gelang Marti Fischer mit seinem Turbo-Remix von Schreien! der Indie-Musikerin Paula Carolina ein Überraschungs-Hit mit aktuell über 14 Millionen Streams auf Spotify.
Ende 2023 veröffentlichte er in Zusammenarbeit mit Bodo Wartke eine Rapversion des deutschen Zungenbrechers Barbaras Rhabarberbar, die Anfang 2024 weltweit viral ging, da sie auf TikTok mit einer Choreografie versehen zu Millionen Aufrufen führte.

## Film und Fernsehen
Fischer war als Parodist Teil des Ensembles der Satire- und Parodieshow Das Ernste (Das Erste) und der Kindersendung Occupy School (KiKA). Bei der deutschen Version von SpongeBob Schwammkopf 3D synchronisierte er die Figur Möwe 1. Zusammen mit Max Krüger und Manuel Meimberg produzierte er den Titelsong Hitler im Hirn für die mit dem International Emmy Award ausgezeichneten Fernsehserie Familie Braun. In der Dreamworks-Produktion The Boss Baby war er als Synchronstimme der Lautsprecherdurchsagen im Flughafengebäude und als Security-Mitarbeiter zu hören. In einer Nachtschleife des KiKA performte Fischer gemeinsam mit Bernd das Brot den Song Tanzt das Brot.
Fischer moderierte von 2016 bis 2018 seine eigene KiKA-Sendung Leider lustig und 2019 bis 2020 im Anschluss gemeinsam mit Bürger Lars Dietrich die Musik-Comedy-Sendung Leider laut, die ebenfalls im KiKA ausgestrahlt wurde und in der ZDFmediathek schon vollständig am 31. Oktober 2019 abrufbar war. Für die Doppelmoderation wurden Marti Fischer und Bürger Lars Dietrich mit dem Grimme Preis ausgezeichnet.

## Diskografie (Auswahl)

### Alben
- 2019: Album Eins
- 2022: Groove Addict

### Lieder
- 2016: Shitschnacker (feat. Gniechel)
- 2016: Hitler im Hirn (feat. Frodoapparat)
- 2018: Bernstein Gold
- 2018: Zurück ins Studio
- 2018: Muse (feat. Miirtek & Tommy Blackout)
- 2019: Der Gang (feat. Make A Move)
- 2020: Sonntag (feat. Make A Move)[33]
- 2021: BROKKOLI (als Teil von Muffelwild)[34]
- 2021: Funky Funky[35]
- 2023: Barbaras Rhabarberbar (feat. Bodo Wartke; #16 der deutschen Single-Trend-Charts am 24. Mai 2024)[36]
- 2024: Barbaras Rhabarberbar 2 (feat. Bodo Wartke)
- 2024: Influencer Darts-WM [Official Song] (feat. Hänno)

### Wie geht eigentlich Musik?
- 2021: New Jack Swing (feat. LUZIFA)
- 2021: Cyberpunk 2077
- 2021: Synth Wave
- 2021: Weihnachtschor
- 2021: LoFi HipHop
- 2021: Final Fantasy XIV (feat. Lara Loft)
- 2021: Gigi D’Agostino
- 2022: K/DA (feat. Selphius)

### Coverversionen
- 2013: Chabos wissen wer der Babo ist (Swing-/Jazz-Cover)
- 2013: Halt dein Maul (Country-Cover)
- 2017: Wie Es Ist (How It Is (Wap Bap …), Schlager-Version)
- 2023: Barbie Girl (Falco-Version)
- 2024: Nazis raus (Bla Bla Bla)
- 2024: Bauch Beine Po (Ray-Charles-Cover)

### Produktionen
- 2015: #wirhaminternet (Ich hab Polizei, Parodie)
- 2018: Miirtek – Pfau (EP)[37]
- 2019: Miirtek – Miss Terry’s Motel[38]
- 2019: Miirtek – Teleskii[39]
- 2020: Bürger Lars Dietrich – Das Rap-Huhn[40]
- 2020: Miirtek – Terminal A (EP)[41]
- 2021: Miirtek – Club Heart Broken
- 2021: Muffelwild – BROKKOLI[34]
- 2023: Miirtek – Clear To You
- 2023: Paula Carolina – Schreien! (Turbo Remix)
- 2023: Miirtek – Früher
- 2023: Miirtek – Blitzlicht
- 2023: Miirtek – WACH[42] (EP)
- 2023: MICHAL – tja.
- 2024: Paula Carolina – eXtra [remiiiXXXXX! von TurboMarti?! was?]
- 2024: Paula Carolina – exTra [ok weiTer gehTTsss]
- 2024: Paula Carolina – extRa [jetzt RRReichts!!! oder etwa nicht?]
- 2024: BOHL – PULLI
- 2024: BOHL – ZU VIEL

### Gastbeiträge
- 2016: Fewjar – Lo[43]
- 2017: Fewjar – Relief (Marti Fischer Remix)[44]
- 2018: Cory Wong – Juke on Jelly[45]
- 2019: Fewjar – Structured (Marti Fischer Remix)[46]
- 2020: Make A Move – The Famous Gold Watch Sessions (EP)[47]
- 2024: Cory Wong – Utopia (feat. Metropole Orkest, Jules Buckley)

### Autorenbeteiligungen
- 2020: Cory Wong (feat. Cody Fry) – Golden[48]
- 2023: Bodo Wartke – Barbaras Rhabarberbar[49]
- 2024: Bodo Wartke – Barbaras Rhabarberbar 2
- 2024: Cory Wong – Burning, Utopia

### Serien
- 2016: Familie Braun
- 2018: Hit and Run
- 2020: Sunny – Wer bist du wirklich?
- 2022: Schloss Goldbach – Promis viel zu nah

## Privates
Marti Fischer besuchte das Kranich-Gymnasium in Salzgitter und absolvierte an der Akademie Deutsche POP in Hamburg eine Ausbildung zum Synchronsprecher. Fischer hat einen Bruder und ist mit der Stand-up-Comedienne Jacqueline Feldmann liiert.

## Auszeichnungen
| Jahr | Auszeichnung                 | Kategorie                    | Resultat  | Ref.   |
| ---- | ---------------------------- | ---------------------------- | --------- | ------ |
| 2010 | Secret Talents Award         |                              | Gewonnen  | [ 4 ]  |
| 2013 | Deutscher Webvideopreis      | OMG                          | Nominiert | [ 5 ]  |
| 2015 | Deutscher Webvideopreis      | AAA Sound                    | Gewonnen  | [ 6 ]  |
| 2015 | Deutscher Webvideopreis      | Journalism                   | Gewonnen  | [ 6 ]  |
| 2017 | Grimme-Preis                 | Kinder & Jugend              | Nominiert | [ 54 ] |
| 2017 | Deutscher Webvideopreis      | Music                        | Gewonnen  | [ 55 ] |
| 2018 | Grimme-Preis                 | Kinder & Jugend              | Nominiert | [ 56 ] |
| 2020 | Grimme-Preis                 | Kinder & Jugend              | Nominiert | [ 57 ] |
| 2020 | Grimme-Preis Spezial         | Kinder & Jugend              | Gewonnen  | [ 58 ] |
| 2020 | Goldene Kamera Digital Award | Best of Education & Coaching | Gewonnen  | [ 59 ] |
| 2024 | Deutscher Radiopreis         | Bestes Musikformat           | Nominiert | [ 60 ] |